# شوجو أوماتشي
شوجو أوماتشي (باليابانية: 大町 将梧) (4 مايو 1992 في ناغاساكي في اليابان – )؛ هو لاعب كرة قدم ياباني سابق كان يلعب كمهاجم.

## وصلات خارجية
- شوجو أوماتشي على موقع رابطة كرة القدم اليابانية للمحترفين (اليابانية)
- شوجو أوماتشي على موقع قاعدة بيانات كرة القدم.إي يو (الإنجليزية)
- شوجو أوماتشي على موقع Soccerway.com (الإنجليزية)
- شوجو أوماتشي على موقع عالم كرة القدم.نت (الإنجليزية)